# Instructeur (baseball)
Pour les articles homonymes, voir Instructeur.
Au baseball, un certain nombre d'instructeurs (assistant-entraîneur en Europe) est nécessaire au bon fonctionnement d'une équipe. Ce personnel d'instructeurs est subordonné au gérant, qui dirige le club.

## Personnel d'instructeurs
- Instructeur des lanceurs : assistent les lanceurs partants et les lanceurs de relève, en les aidant à améliorer leur technique ou leurs performances en situation de match.
- Instructeur des frappeurs : assistent l'ensemble des joueurs du club, les entraînent et les conseillent sur leurs habiletés au bâton.
- Instructeur au premier but et instructeur au troisième but : ces deux instructeurs se positionnent sur le terrain, lorsque leur équipe est au bâton. Placés hors-jeu dans des espaces qui leur sont réservés, en marge des premier et troisième coussins, ces deux instructeurs sont chargés de communiquer avec les coureurs et les frappeurs par le biais d'une série de signaux préétablis et inconnus de l'équipe adverse. On s'entend en général pour dire que les responsabilités de l'instructeur au troisième but sont plus grandes, puisqu'il doit commander au coureur de foncer vers le marbre pour marquer, ou encore d'attendre avant de s'exécuter, en particulier lors des ballons-sacrifice. Il est commun que ces deux instructeurs aient d'autres responsabilités au sein du personnel.
- Instructeur dans l'enclos de relève : chargé de l'entraînement et du réchauffement des lanceurs de relève. Il peut aussi indiquer au gérant quel releveur est prêt à entrer dans le match.
- Instructeur sur le banc : bien que les historiens du baseball aient retracé des assistants au gérant (ou manager) dès 1877[1], la fonction d'instructeur de banc est relativement récente, Don Zimmer chez les Yankees de New York et Joe Maddon chez les Angels d'Anaheim[2] ayant défini la fonction après leur embauche à ce poste, tous deux en 1996. L'instructeur au banc sert d'assistant au gérant, partage son avis sur des situations de match, aide à l'élaboration des stratégies en prévision des matchs et prend les commandes de l'équipe si le gérant est expulsé par un arbitre. Si le gérant est suspendu par la ligue ou doit s'absenter pour des raisons de force majeure, il est souvent le candidat logique pour assurer l'intérim. Dans l'éventualité du congédiement d'un manager, l'adjoint sur le banc est souvent pressenti comme remplaçant en raison de sa position informelle de « numéro deux » du personnel d'instructeurs, mais il est aussi possible que sa vision de la gérance d'une équipe de baseball, généralement alignée avec celle du manager, incite la direction du club à se départir également de ses services si sa volonté est de faire table rase et recommencer à neuf.

Additionnellement, un club de baseball peut avoir au sein de son personnel d'instructeurs des entraîneurs adjoints à l'instructeur des frappeurs ou des lanceurs, ainsi qu'un ou plusieurs receveurs travaillant dans l'enclos des lanceurs de relève. Une franchise peut également employé des instructeurs se déplaçant (roving instructors ou rovers) d'un club-école à l'autre afin d'aider au développement des joueurs de ligues mineures appartenant à l'équipe. Ceux-ci peuvent être affectés à une tâche spécifique ou à des tâches plus générales.

## Uniforme
Fait peu commun dans les autres sports professionnels, les instructeurs au baseball portent un uniforme semblable aux joueurs qui évoluent sur le terrain. Il faut préciser que certains de ces instructeurs, par exemple ceux au premier et au troisième buts, doivent se positionner sur la surface de jeu pendant les matchs. Une exception notable est celle de Connie Mack, ancien gérant et membre du Temple de la renommée du baseball, qui ne portait jamais l'uniforme mais plutôt un complet noir lorsqu'il dirigeait son équipe.